# بايكوليشت
بايكوليشت هي بلدية تقع في إقليم أرجيش في رومانيا.